# Digue dentaire
Pour les articles homonymes, voir Digue (homonymie).
Une digue dentaire est un carré de latex ou de polyuréthane mince et souple, totalement imperméable. Outre son utilisation par les chirurgiens-dentistes, la digue dentaire est utilisée comme un préservatif pour se protéger des maladies et infections sexuellement transmissibles lors d'un rapport sexuel entre la bouche de l'un ou l'une des partenaires et la vulve, l'anus ou le pénis d'un ou d'une autre.

## Usage en odonto-stomatologie

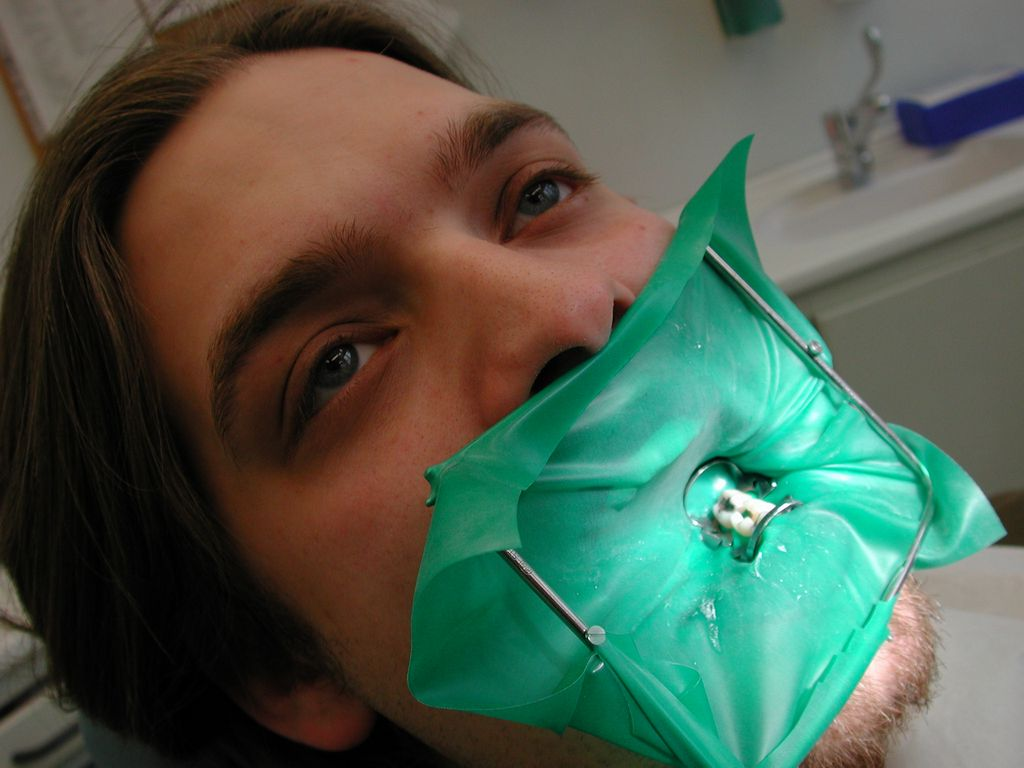
Digue dentaire.

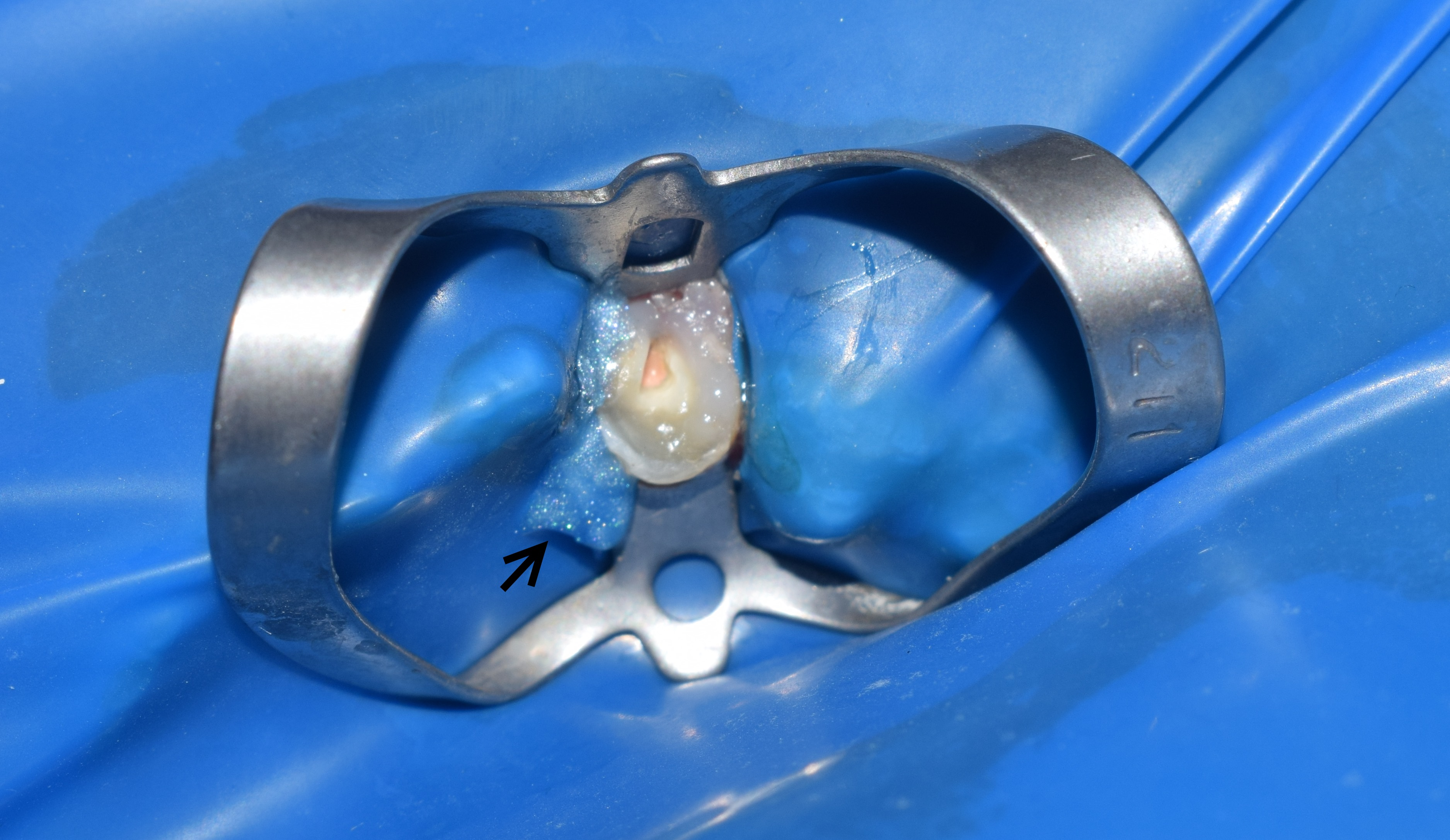
Le calfatage utilisé pour remplir les espaces entre la digue dentaire et la gencive

Les digues dentaires sont à l'origine des carrés de latex utilisés par les chirurgiens-dentistes.
Perforée au besoin avec une pince spéciale, la digue permet d'isoler une ou plusieurs dents du reste de la cavité buccale afin de travailler à l'abri de la salive et de ses composants. Elle permet également d'utiliser certains outils et produits chimiques sur les dents sans risque d'ingestion ou d'inhalation par le patient.
La digue dentaire est classiquement utilisée lors des traitements endodontiques et des reconstitutions en résines composites. Certains chirurgiens-dentistes s'en servent également lors des déposes d'amalgames afin de limiter l'exposition du patient au mercure présent dans l'alliage et qui est libéré lors de la dépose.

## Utilisation dans certaines pratiques sexuelles
La digue dentaire peut servir pour le contact buccal avec la vulve ou l'anus du ou de la partenaire, pour éviter la contagion d'infection sexuellement transmissible et préserver la santé buccodentaire. Les risques sont plus ou moins importants selon les périodes (pendant les règles, par exemple) et selon les pratiques (cunnilingus ou anilingus),. Il s'agit en particulier de l'équivalent du préservatif lors de pratiques lesbiennes et queer qui ont pu être minorisées et invisibilisées et peuvent l'être encore. Il est même toujours moins facile dans les pays occidentaux de trouver une digue dentaire pour un contexte non lié à la médecine buccodentaire que de se procurer des préservatifs masculins en pharmacie notamment.
Au cours de ces pratiques, la digue dentaire est le seul moyen d'écarter un maximum de risques d'attraper ou de transmettre une infection sexuellement transmissible telle que le VIH, l'herpès génital ou l’hépatite B.
Il reste tout à fait possible et sécuritaire de fabriquer une digue dentaire en utilisant un préservatif masculin. De nombreuses associations de prévention le recommandent face au peu de facilité à s'en procurer directement pour des pratiques sexuelles divergeant de la norme hétérosexuelle, pénétrative et/ou procréative (même en lien avec la contraception, l'aspect d'endiguement des MST pouvant être dévalorisé par rapport à la planification des naissances). L'emploi des digues dentaires et l'information sur ces pratiques et sur les identités qui y sont liées relèvent d'un angle mort persistant de l'éducation à la vie affective et sexuelle.